# Присяжнюк Олексій Васильович
Олексій Васильович Присяжнюк (псевдо.: «Каруспун», «Мітла», «Макар», «Палій»; нар. 1915, с. Полонка, нині Луцький район, Волинська область — пом. 25 березня 1945, присілок Новостав Рівненський район, Рівненська область) — український військовик, підполковник контррозвідки СБ ОУНР (25.03.1945), лицар Золотого Хреста Заслуги та Срібного Хреста Заслуги.

## Життєпис

Олекса Присяжнюк (перший ліворуч) з дружиною Ніною Бештою (друга ліворуч). 1930-ті роки

Освіта — середня: навчався у польській державній гімназії ім. Т. Костюшка (1931–05.1935), Луцькій українській гімназії (1935—1936). Член ОУН із 1935—1936 рр. Провідник Юнацтва ОУН Луцької повітової екзекутиви ОУН (1937-?). Працював у культурно-освітніх гуртках на території Луцького району Волинської області. Одружився з чешкою Ніною Бештою, уродженкою села Полонка.
У 1938 року арештований польською поліцією за організацію антипольської демонстрації. Вийшов на волю у вересні 1939 року після розвалу Польщі. У жовтні 1939 року, остерігаючись арешту органами НКВС, перейшов на нелегальне становище та діяв у підпіллі ОУН. За приналежність до ОУН батьки Олеси Василь Присяжнюк та Катерина Присяжнюк у травні 1941 були виселені. Перебували у Омській та Кіровській області РСФСР.
Під час німецької окупації мешкав у м. Корець Рівненської області, де був власником магазину посуду ОКО, який слугував одночасно конспіративною квартирою підпілля ОУН. Рідний брат Григорій, був мобілізований у 1944 році до Черіоної армії, загинув у Прибалтиці.
Олексій Присяжнюк був керівником Рівненського окружного проводу ОУН (1941-?), комендантом СБ Володимир-Волинського окружного проводу ОУН (весна 1943 — кін. 1943), членом Крайового проводу ОУН ПЗУЗ та заступником прокурора при Головній Команді УПА (кін. 1943 — 01.1941), шефом контррозвідувального відділу СБ при штабі УПА-Північ (01.1944-?), референтом СБ Крайового проводу ОУН ПЗУЗ (05.1944-03.1945).

## Обставини загибелі
Загинув у бою з оперативно-військовою групою НКВС на Суховерському хуторі у Клеванському районі, нині Рівненський район Рівненської області.

## Нагороди
- Згідно з Постановою УГВР від 8.10.1945 р. і Наказом Головного військового штабу УПА ч. 4/45 від 11.10.1945 р. начальник контррозвідки УПА-Північ Олекса Присяжнюк — «Мітла»-«Макар» нагороджений Золотим хрестом заслуги УПА.
- Срібний Хрест Заслуги (11.10.1952)

## Вшанування пам'яті
- 1.12.2017 р. від імені Координаційної ради з вшанування пам'яті нагороджених Лицарів ОУН і УПА у м. Луцьку Золотий хрест заслуги УПА  (№ 014) переданий Наталії Пушкар, племінниці Олекси Присяжнюка — «Мітли»-«Макара».